# Scrupocellaria maderensis
Scrupocellaria maderensis är en mossdjursart som beskrevs av Busk 1860. Scrupocellaria maderensis ingår i släktet Scrupocellaria och familjen Candidae. Inga underarter finns listade i Catalogue of Life.